# Ananthura sulcaticauda
Ananthura sulcaticauda är en kräftdjursart som beskrevs av Barnard 1925. Ananthura sulcaticauda ingår i släktet Ananthura och familjen Antheluridae. Inga underarter finns listade i Catalogue of Life.